# Yutaka Tsuchida
Yutaka Tsuchida 土田豊 fue un diplomático japonés.
- En 1921 ingresó en el Servicio Exterior de Japón.
- En 1934 fue Secretario de Embajada y Cónsul en Ginebra.
- En 1934, dos barcos de guerra japoneses visitaron Yibuti, la puerta marítima principal a Etiopía, y ese mismo año el gobierno japonés envía a Yutaka Tsuchida en una gira de inspección de Etiopía.
- En 1935 fue Jefe de la Sección 2ª, Oficina de Comercio del Ministerio de Asuntos Exteriores de Japón.
- En 1936 fue Jefe de la Sección de Contabilidad del Ministerio de Asuntos Exteriores de Japón.
- En 1938 fue Jefe 1ª Sección, Oficina de Asuntos de Asiadel Ministerio de Asuntos Exteriores de Japón.
- En 1939 fue primer secretario de embajada en Pekín.
- En 1940 fue consejero de embajada en Pekín.
- En 1944 fue ministro de embajada en Shanghái.

- En 1952 fue miembro del comité de Protección Central de Bienestar en el Ministerio de Justicia.
- De marzo de 1956 al octubre de 1960 fue embajador en El Cairo de 1957 a 1958 fue coacreditado en Damasco, de 1955 a 1958 tenía coacreditación en Adís Abeba.
- De julio de 1958 al 10 de enero de 1960 tuvo coacreditación en Yeda.[1]